# Стефано Менгоци
Стефано Менгоци (ит. Stefano Mengozzi; Равена, 6. мај 1985) је италијански одбојкаш. Висок је 205 cm и игра на позицији средњег блокера у ПРК Равени.

## Играчка каријера

### Клупска каријера
Стефано Менгоци је у младим данима наступао за Порто Равену, да би 2004. прешао у Карифе Ферару, одакле се 2006. селио у Милано (Спарклинг, 2006/07) и Анхово (Салонит, 2007/08). Након четири године, 2008. се вратио у родни град, у ком је пет сезона наступао за Коста Равену. Клуб се 2013. угасио због финансијских проблема, па је Менгоци наставио каријеру у тек формираној екипи - ПРК Равени, за коју и данас игра. Иако је тек у 26. години дебитовао у Серији А1, веома брзо се навикао на високе стандарде једне од најквалитетнијих лига на свијету. 
У сезони 2011/12. био је 11. на листи играча који су освојили највише поена из блока у Серији А1.
У сезони 2012/13. био је 8. на листи играча који су освојили највише поена из блока у Серији А1.
У сезони 2013/14. био је 6. на листи играча који су освојили највише поена из блока у Серији А1.
У сезони 2014/15. био је 6. на листи играча који су освојили највише поена из блока у Серији А1.

### Репрезентативна каријера
Солидне партије у дресу ПРК Равене нијесу остале незапажене, па је Менгоци у 30. години живота (2015) дебитовао за репрезентацију Италије.